# Ian D’Sa
Ian D’Sa (ur. 30 października 1975 w Wielkiej Brytanii) – kanadyjski muzyk, gitarzysta zespołu rocka alternatywnego Billy Talent, który założył wspólnie z Benjaminem Kowalewiczem, Jonathanem Gallantem i Aaronem Solowoniukem. Zaczynał w grupie Dragon Flowers. Gdy ich zespoły się rozpadły, postanowili zmontować coś razem (reszta składu grała w zespole To Each His Own).